# Indiana Mad Ants
Els Indiana Mad Ants són un equip de bàsquet estatunidenc pertanyent a l'NBA Development League que va començar a jugar en la temporada 2007-2008. Tenen la seua seu en la ciutat de Fort Wayne, en l'estat d'Indiana. És el primer equip de la ciutat que participa en les lligues menors de bàsquet des que ho feren els Fort Wayne Fury en la CBA.
L'equip va convocar un concurs en la seua pàgina web perquè els aficionats pogueren votar pel nom del seu equip. Va haver-hi quatre sobrenoms finalistes: Lightning, Fire, Coyotes i Mad Ants. El nom del guanyador, Mad Ants (formigues boges) fou anunciat el dia 18 de juny sent un tribut al General "Mad" Anthony Wayne, militar que va donar nom al fort que al seu torn dona nom a la ciutat.

## Afiliacions
- Detroit Pistons (2007–2014)
- Indiana Pacers (2007–present)
- Milwaukee Bucks (2008–present)
- Charlotte Bobcats/Hornets (2012–present)